# Estroma (histología)

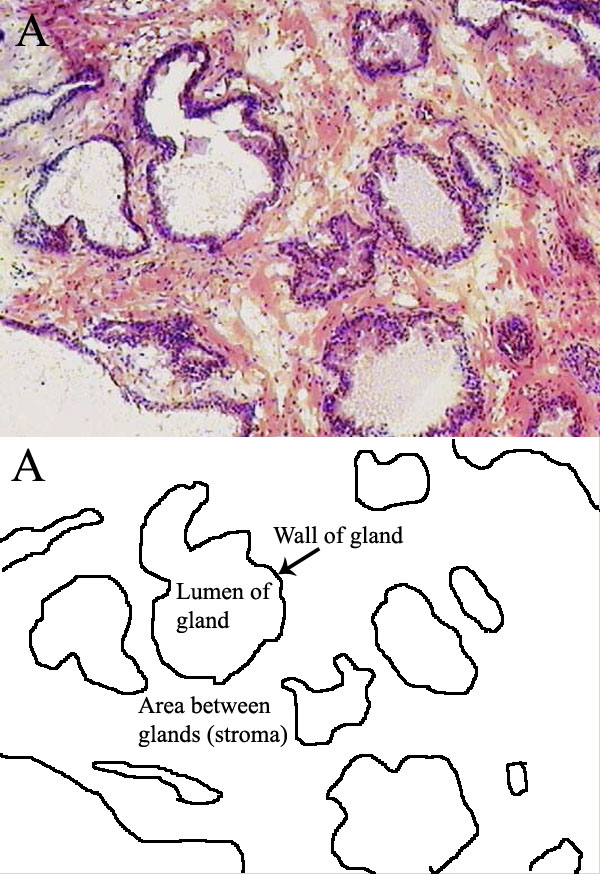
Imagen real y dibujo de muestra de anatomía patológica al microscopio: el estroma se ilustra como el tejido estructural entre el tejido glandular que realiza la función del órgano

En histología animal, el estroma (del griego stor-/ster: ‘extenderse’, y strôma: ‘tapiz’) es el armazón o entramado de un órgano, esto es, su matriz extracelular (con sus componentes fibrilares y sustancia fundamental) además de aquellos elementos celulares conectivos que sintetizan la matriz. El estroma es tejido conjuntivo reticular. Clásicamente se considera el estroma como el tejido de sostén o soporte del tejido que cumple la función específica de un órgano. Este último también está formado por células que forman el tejido denominado "parénquima". 
Estos conceptos están basados en épocas pretéritas de la Histología (con una visión morfológica más que funcional), cuando al tejido conectivo se le asignaban solamente las funciones de sostén y cohesividad, dadas por el desconocimiento de "otras funciones" del tejido conectivo. Actualmente las interacciones estroma-parénquima están siendo investigadas, y se entiende que sin tales interacciones (colaboración morfofisiológica) tanto el parénquima como el estroma pierden su especificidad. Aislados uno del otro, en medios de cultivo tisular, pierden sus características típicas y sobreviven poco tiempo. Así, hoy en día, se entiende que el estroma es tan funcional como el parénquima y no solamente un componente de sostén.
Generalizando, el estroma es tejido conectivo de tipo laxo; y parénquima alude a los tejidos epiteliales y su función endo-exocrina. El estroma es un componente de distribución generalizada en órganos y sistemas corporales.
El componente estromal en el sistema nervioso se conoce como glía. La glía cumple una "función conectiva" para las neuronas (parénquima) y es entendida como estroma a pesar del origen epitelial ectodérmico. Esta concepción es sin embargo una aplicación excesivamente amplia de los conceptos de parénquima y estroma. Son casi metafóricas, pues los conceptos aludidos fueron acuñados específicamente para aquellos órganos que poseen un tejido de sostén o conectivo de origen mesodérmico y un parénquima constituido por un tejido epitelial habitualmente de origen embrionario ectodérmico o endodérmico. Aunque este concepto tiene excepciones en algunos órganos que poseen un parénquima epitelial de origen mesodérmico (como el riñón).
En el caso del tejido nervioso del sistema nervioso central tanto las neuronas como la mayor parte de las células gliales tienen un origen embrionario ectodérmico. Solo por extensión se utiliza metafóricamente la idea de que la glía constituye o es similar al estroma. Ello es debido simplemente a que ambos, estroma y glía, clásicamente han sido considerados solo como elementos de sostén estructural.